# いいね!ヤバイ家族
『いいね!ヤバイ家族』（いいね!ヤバイかぞく）は、TBSで2012年7月12日に放送された単発番組である。

## 概要
誰も見たことがない「ヤバイ家族」を紹介する番組。

## 出演者

### MC
- バナナマン
- 大沢あかね

### VTR出演
- 木下隆行（TKO）
- サンドウィッチマン
- 博多華丸・大吉
- 西尾季隆（X-GUN）

## ネット局・放送時間
| 放送対象地域   | 放送局                | 系列    | 放送日時                     | 遅れ日数   |
| -------------- | --------------------- | ------- | ---------------------------- | ---------- |
| 関東広域圏     | TBSテレビ（TBS）      | TBS系列 | 2012年7月12日 23:57 - 翌1:02 | 制作局     |
| 北海道         | 北海道放送（HBC）     | TBS系列 | 2012年7月13日 0:02 - 1:02    | 同時ネット |
| 山形県         | テレビユー山形（TUY） | TBS系列 | 2012年7月13日 0:02 - 1:02    | 同時ネット |
| 福島県         | テレビユー福島（TUF） | TBS系列 | 2012年7月13日 0:02 - 1:02    | 同時ネット |
| 静岡県         | 静岡放送（SBS）       | TBS系列 | 2012年7月13日 0:02 - 1:02    | 同時ネット |
| 石川県         | 北陸放送（MRO）       | TBS系列 | 2012年7月13日 0:02 - 1:02    | 同時ネット |
| 長崎県         | 長崎放送（NBC）       | TBS系列 | 2012年7月13日 0:02 - 1:02    | 同時ネット |
| 中京広域圏     | 中部日本放送（CBC）   | TBS系列 | 2012年7月24日 23:50 - 翌0:55 | 12日遅れ   |
| 青森県         | 青森テレビ（ATV）     | TBS系列 | 2012年8月4日 15:00 - 16:00   | 11日遅れ   |
| 福岡県         | RKB毎日放送（RKB）    | TBS系列 | 2012年8月13日 23:50 - 翌0:50 | 20日遅れ   |
| 鹿児島県       | 南日本放送（MBC）     | TBS系列 | 2012年8月28日 0:10 - 1:10    | 34日遅れ   |
| 岡山県・香川県 | 山陽放送（RSK）       | TBS系列 | 2013年11月4日 14:50 - 15:50  | 480日遅れ  |

## スタッフ
- プロデューサー：正木敦
- 制作プロデューサー：神田祐子
- 演出：竹山耕太郎
- 編成担当：渡辺信也
- 制作協力：ドリマックス・テレビジョン
- 制作：TBSテレビ